# 得雨湖
得雨湖（藏語：བདེ་ཡུལ་མཚོ，威利转写：bde yul mtsho，THL：Deyül Tso，藏语拼音：Dêyü Co）位于中国西藏自治区那曲市双湖县境内（原属尼玛县），地处尼玛县北部，可可西里山西部的山间盆地内。湖面海拔4838米，面积43.7平方公里。湖区气候寒冷干燥，年均气温-6～-4℃，年均降水量约100毫米。湖水主要依靠地表径流补给，集水区面积1420.3平方公里，补给系数32.5。